# 대평항 (서귀포시)
대평항(대평포구)은 제주특별자치도 서귀포시 안덕면 대평리에 있는 어항이다. 2005년 3월 21일 어촌정주어항으로 지정되었다. 관리청은 서귀포시, 시설관리자는 서귀포시장이다.

## 어항 연혁
- 홀에미덕은 홀에미가 외롭게 서 있는 것 같다는 데서 유래 되었으며, 물이 만조일 때는 안보이다가 간조일 때는 나타나는 해안가 였는데, 지금은 방파제 시설로 끝부분만 조금 남아있다.
- 2005 3월 21일 기본계획을 수립하고, 2009년 6월 10일 정비계획을 수립, 고시하였다.

## 어항 구역
- 수역: 어항의 남동측 육지로부터 W방향으로 180m(270°00')지점과 이 점에서 N방향으로 195m(0°00')지점의 육지를 연결한 선을 따라 형성된 국․공유지
- 어항구역면적: 36,100m2, 항내수면적 : 15,300m2